# 有効射程
有効射程（ゆうこうしゃてい）とは、目標を照準して命中させ、射撃の効果を発揮できる最大距離のことである。英語では Effective Range と呼ぶ。火砲では、砲兵部隊が目標に対し効果を得るために行う効力射の最大距離である。銃砲類、ロケット弾・弾道ミサイル・魚雷などの兵器の性能を表す指標の1つであり、実用上その威力が有効となる目安の距離である。有効射距離、有効射程距離と表記する場合もある。有効射程圏外では、初弾発射の試射後、修正のための較正射を繰り返しても、目標に直接危害を及ぼす効力射を得ることがほぼできない状態となる。砲撃においては土煙または水柱が目標の手前と遠方を均等に捉える挟叉が効力射とされる。
発射前や飛翔や航走の途中で、方向や速度を変化させる要素は多く、また運用環境や測定条件によっても変化することもあり、国や運用形態によってどこまでを有効とするか、定義はあまり定まっていない。

## 無誘導兵器
発射後に弾道が放物線を描く銃砲では、最大投射距離と集弾性能が主な要素となり、弾種によって変化する。射手・砲手の技量による人的要素の有無も関係する。無誘導であるため投射距離のかなり手前で飛翔経路がばらつくため、最大投射距離＞有効射程となる。

### 小火器
アメリカ軍での小銃では、F的と呼ばれる高さ約50cm幅約70cmの歩兵が伏せた状態の正面面積に対して、概ね1/2の命中が得られる距離を指す。この際の射撃方法は自動小銃、機関銃であれば全自動発射である。

### 火砲
火砲と呼ばれる大砲などの砲腔兵器は、2010年現在でもほとんどが無誘導の砲弾を使用しており、これらの有効射程は弾幕散布密度、発射弾数、砲弾種と発射薬の使用量、砲弾の飛翔距離、飛翔時間とコリオリの力、炸薬の危害半径、砲身のバレルの磨耗の度合い、砲身の温度、砲身の歪み、砲座の地盤の硬さ、天候、砲弾の飛翔高度に応じた風向風速、気圧、気温湿度、発射位置と目標の高度の高低差、地図の図法と測量の精度、友軍からの情報伝達の速度と予測精度、標的の硬軟、標的の大小、密集度、移動速度、射線の修正速度、砲弾の装填速度などの多岐にわたる要素よって左右される。また、弾着観測所の配置状況によっても有効射程は変化する。
- 徹甲弾：AP弾　上記の要素に加えて侵徹長が重要な要素となる。弾着点の材質によって侵徹長は異なる
- 榴弾：HE弾　上記の要素に加えて榴弾の威力圏が重要な要素となる。目標の種別によって威力圏は異なる

## 誘導兵器
誘導兵器では最大飛翔距離、または航走距離と誘導精度が主な要素となり、発射母機側の性能も要素となる場合がある。誘導精度が十分に高ければ飛翔距離（または航走距離）がそのまま有効射程となり、最大飛翔距離（または航走距離）≧有効射程となる。

### ミサイル
ミサイル自身の飛翔能力と目標捕捉能力によって算出される。飛翔体を含むシステム全体では、前記に加えて外部のレーダー等の誘導能力も要素の1つとなる。弾道ミサイルではCEPが得られる飛距離と考えられている。ミサイルの能力は機密保持のため、あまり公表されない。ミサイルは発射直後は、推進剤の燃焼によって加速されるが、推進剤の燃焼後は滑空により飛翔するため機動力は低下し、マニューバを行うと射程も著しく減少する。ミサイルに対する回避機動法は、単に急旋回するだけではない。

### 魚雷
第二次世界大戦時の無誘導直進魚雷では、概ね3,000-4,000mとされた。これは駆逐艦や潜水艦が一度に6-8本の魚雷を扇状に発射して、船体長100-200m程度の艦腹を直撃する精度の限界とされた距離である。21世紀現在では、航走距離とホーミング魚雷の追尾用ソナーの捕捉能力が主な要素となる。現代戦においても、潜水艦の魚雷の有効射程は、目標を潜望鏡で視認できる10海里程度とされる。

## 利用
有効射程の数値は、オペレーションズ・リサーチに反映され、より効果的な戦術、後方支援活動を策定するためのフィードバックデータのひとつとなる。